# 金山村 (福島県)
金山村（かねやまむら）は福島県西白河郡にかつて存在した村である。

## 地理
現在の白河市の南部、旧表郷村の北部に位置する。
村域は八溝山地に位置し、山がちな地形になっている。

## 歴史

### 村域の変遷
- 1889年（明治22年）4月1日 - 町村制施行により、金山村・梁森村・高木村・三森村・下羽原村が合併し西白河郡金山村が発足。
- 1955年（昭和30年）2月1日 - 古関村・社村と合併し表郷村が発足。同日金山村廃止。
- 1970年（昭和45年） - 旧村域の一部（下羽原の一部）が東白川郡棚倉町に編入。

## 大字
- 金山（かねやま）
- 梁森（やなもり）
- 高木（たかぎ）
- 三森（みもり）
- 下羽原（しもはばら）

## 人口・世帯

### 人口
総数 [単位： 人]
| 1891年（明治24年） | 1,700 |
| 1920年（大正 9年） | 2,556 |
| 1947年（昭和22年） | 4,238 |

### 世帯
総数 [単位： 世帯]
| 1920年（大正 9年） | 516 |
| 1947年（昭和22年） | 746 |

## 交通

### 鉄道
- 運輸通信省（1944年12月11日以降休止中）：白棚線 : 磐城金山駅 - 梁森駅 - 三森駅